# Oncidium baueri
Oncidium baueri là một loài lan bản địa của the Neotropics.

## Hình ảnh

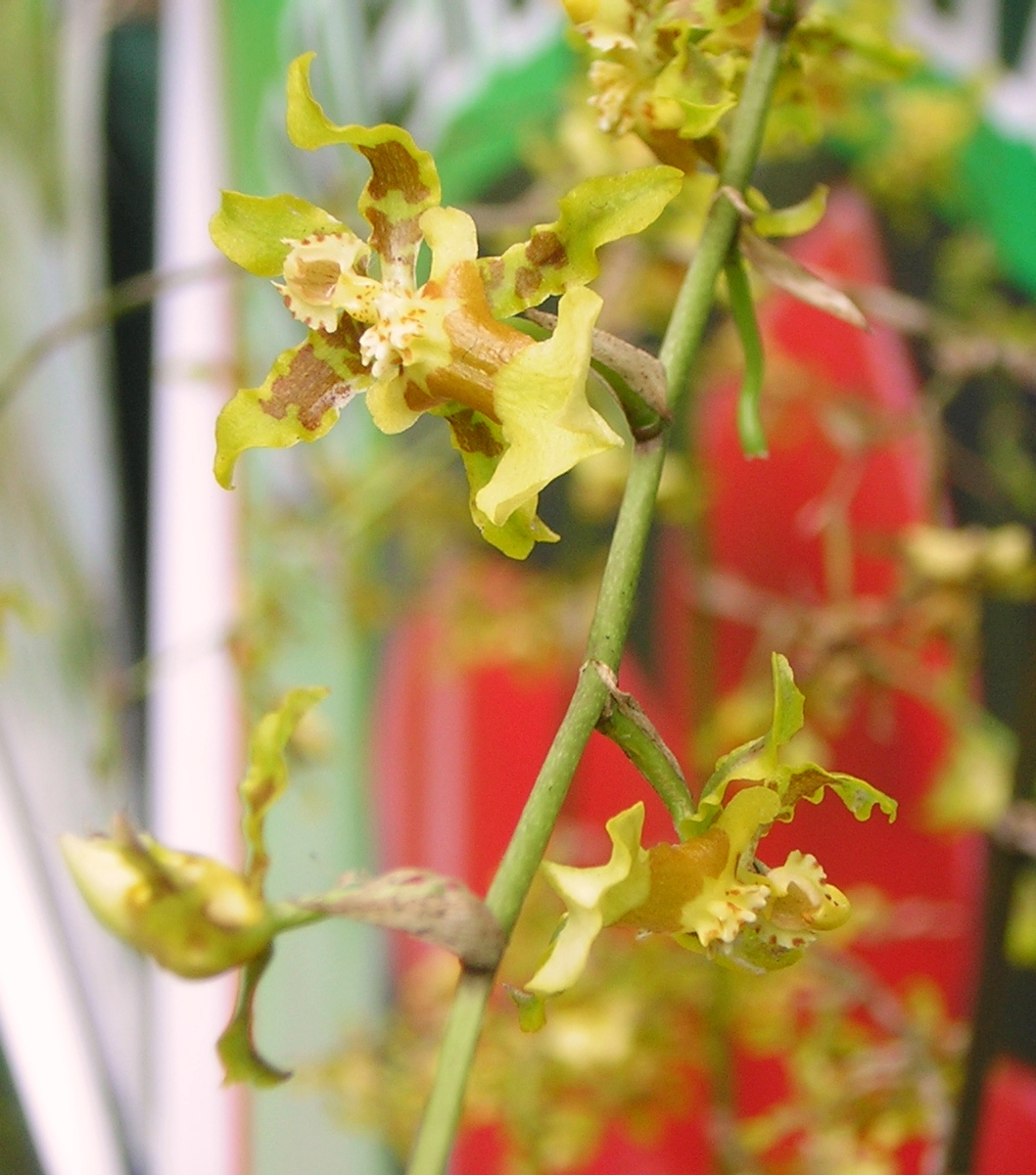
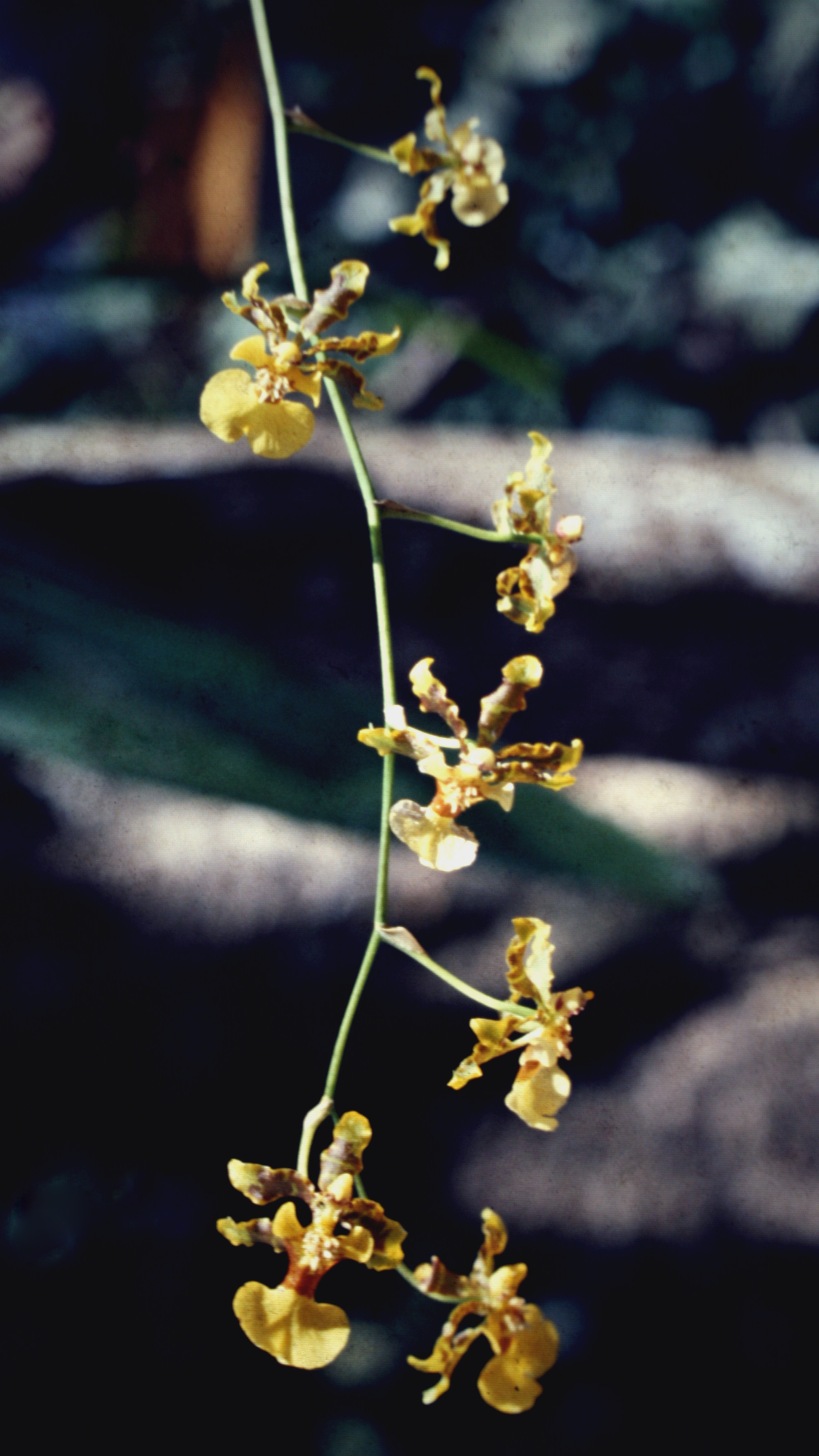
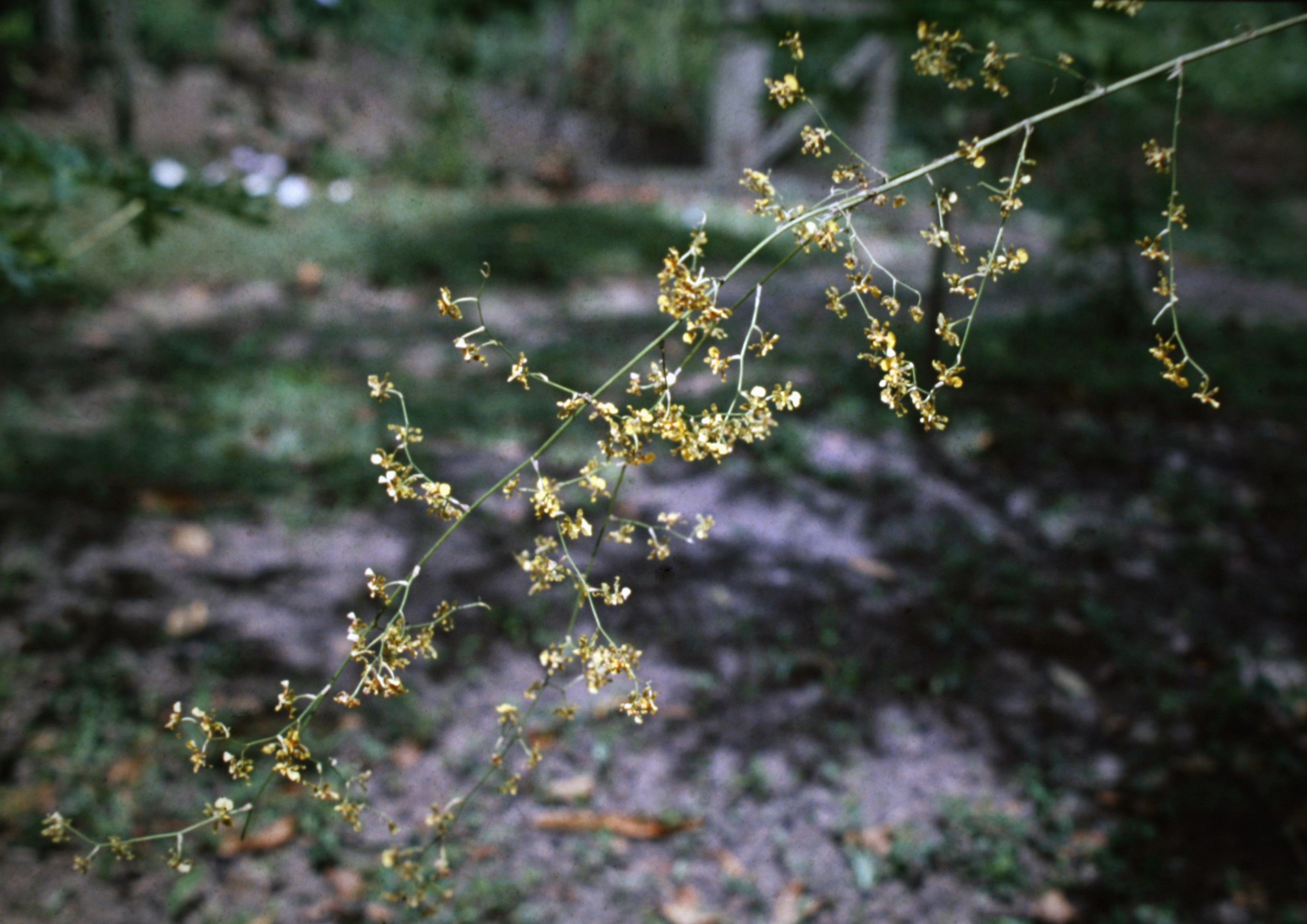

- Tập tin:Oncidium baueri..Flora Brasiliensis 3-6-85.jpg